# Messeix
Messeix – miejscowość i gmina we Francji, w regionie Owernia-Rodan-Alpy, w departamencie Puy-de-Dôme.
Według danych na rok 1990 gminę zamieszkiwały 1544 osoby, a gęstość zaludnienia wynosiła 39 osób/km² (wśród 1310 gmin Owernii Messeix plasuje się na 141. miejscu pod względem liczby ludności, natomiast pod względem powierzchni na miejscu 94.). Miastem partnerskim Messeix w Polsce jest Sławków.

## Miasta partnerskie
- Sławków